# Silvina Moschini
Silvina Moschini (sinh năm  1972) là một doanh nhân người Argentina. Với tư cách là một nữ doanh nhân, cô là người sáng lập ra Yandiki, SheWorks và công ty truyền thông xã hội Intuic và là chủ tịch của KMGi Group. Là một nhà phân tích xu hướng Internet, cô xuất hiện trên các mạng bao gồm CNN en Español và Nuestra Tele Noticias 24 Horas. Cô là một nhà bình luận chuyên mục cho cả  La Vanguardia và Infobae.

## Tiểu sử và học vấn
Moschini sinh ra ở Azul, Argentina. Cô có bằng cử nhân về Quan hệ công chúng của Đại học  Universidad Argentina de la Empresa (Buenos Aires, Argentina),một tấm bằng về Marketing từ Đại học New York, và bằng Thạc sĩ Quan hệ công chúng của Đại học Houston, Texas. Cô đã nghiên cứu sâu hơn về Quản lý và Truyền thông Mạng Xã hội tại Đại học Libera Università di Lingue e Comunicazione và tại Università Commerciale Luigi Bocconi, cả hai đều ở Milan, Italy.

## Sự nghiệp

### Nhà phân tích và người đóng góp
Cô đã xuất hiện trên CNN en Español và Nuestra Tele Noticias 24 Horas (NTN24) với tư cách là một chuyên gia về xu hướng trực tuyến, bao gồm  Pinterest, Facebook, và Wikipedia. Cô đã được hỏi ý kiến về các vấn đề như "Thứ hai điện tử" ở Mỹ, sử dụng Blackberry trong các cuộc bạo loạn ở Luân Đôn vào tháng 8 năm 2011, sự tăng trưởng của mạng xã hội Twitter, và tác động xã hội từ cái chết của  Steve Jobs. Cô đã xuất hiện trên các chương trình Dinero, Clix, và Directo USA nơi cô dẫn chương trình hàng tuần mang tên Directo a la Tecnologia.

## Đời tư
Moschini kết hôn với doanh nhân mạng đồng nghiệp Alex Konanykhin.